# Livilliers
Livilliers is een gemeente in het Franse departement Val-d'Oise (regio Île-de-France) en telt 367 inwoners (1999). De plaats maakt deel uit van het arrondissement Pontoise.

## Geografie
De oppervlakte van Livilliers bedraagt 6,5 km², de bevolkingsdichtheid is 56,5 inwoners per km².
De onderstaande kaart toont de ligging van Livilliers met de belangrijkste infrastructuur en aangrenzende gemeenten.

## Demografie
Onderstaande figuur toont het verloop van het inwonertal (bron: INSEE-tellingen).